# Alexandre Ostermann-Tolstoï
Pour les autres membres de la famille, voir famille Tolstoï.
Le comte Alexandre Ivanovitch Ostermann-Tolstoï (en russe : Александр Иванович Остерман-Толсто́й, ISO 9 : Aleksandr Ivanovič Osterman-Tolstój ; né à Saint-Pétersbourg en 1772, mort le 12 février 1857 au Petit-Saconnex), issu de la famille Tolstoï, fils d'Ivan Matveïevitch Tolstoï (en), fut lieutenant-général dans l'armée russe à l'époque des guerres napoléoniennes. Catherine II, en 1796, lui permit de prendre le nom, les armes et le titre de son grand-père Ivan Andreïevitch Osterman et de son grand-oncle Fiodor Andreïevitch Osterman mort sans descendance.

## Carrière militaire
Alexandre Tolstoï est inscrit à 14 ans dans le régiment Préobrajenski, passe enseigne à l'ancienneté, ses premiers faits d'armes remontent à guerre russo-turque de 1787-1792 en 1788 sous le commandement de Potemkine. Puis participe, en 1790, à l'âge de 18 ans il se distingue, sous les ordres d'Alexandre Souvorov dans les guerres contre les Turcs à la bataille d'Izmaïl où il se voit décerner l'ordre de Saint-Georges de 4e classe. en 1793 il entre au régiment formé par Koutouzov (mari de sa tante Catherine Bibikova). Colonel en 1796, il est fait général de division en 1798 et commandant du Régiment de Mousquetaires Schlisselburg.

## Disgrâce
Quelle fut sa surprise, quand deux mois plus tard il est libéré de ses obligations militaires avec le rang de conseiller d'état. Paul I n'aimant pas les favoris de sa mère, Osterman-Tolstoï ne reviendra à la carrière militaire que lors de l'accession au trône d'Alexandre Ier en 1801.

## Guerres napoléoniennes

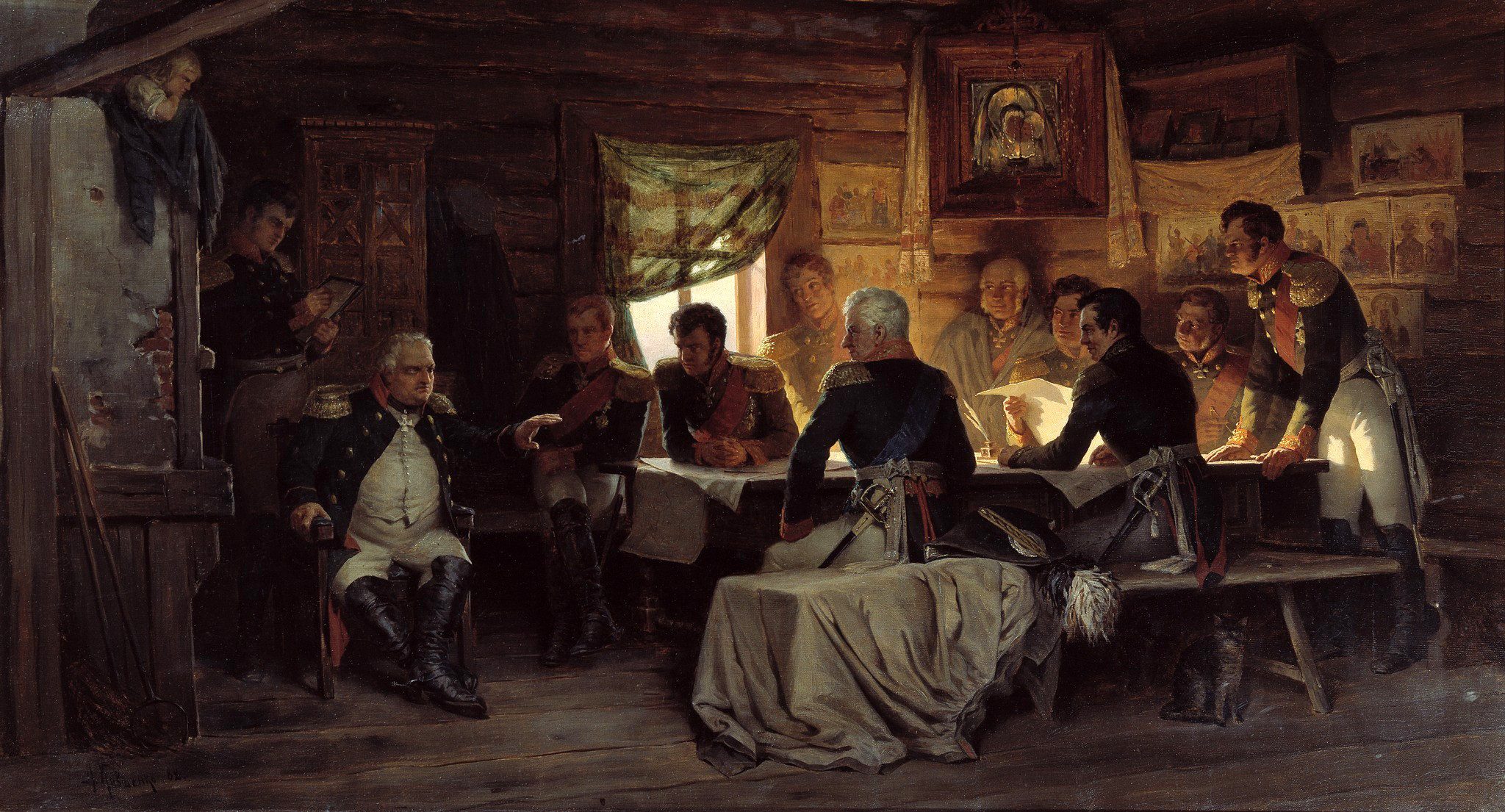
Conseil de guerre à Fili par Alexeï Kivchenko (1851-1895), 1880, galerie Tretiakov. Le tableau dépeint le conseil de guerre du 13 septembre suivant la bataille de la Moskova, on y voit l'état-major russe tenir conseil à Fili, dans la spacieuse isba du paysan André Savostianov. Koutouzov est assis à part dans un fauteuil pliant. Juste sous l'icône de la Vierge est assis Barclay de Tolly, la croix de saint Georges au cou. Sont présents le général aide de camp de Koutouzov, Kaïssarov, Fyodor Ouvarov, tenant un papier dans ses mains, Dokhtourov, Alexandre Ostermann-Tolstoï la tête appuyée contre le cadre de la fenêtre, Raïevski, Konovnitzine, Iermolov debout, les mains sur la table, et von Bennigsen.

En 1805, il commande le corps russe chargé de faire diversion dans le nord de l'Allemagne. À son retour, il est nommé gouverneur de Saint-Pétersbourg et lieutenant-général en 1806. Il commande la même année, une division de l'armée de Levin August von Bennigsen. Au combat de Tcharnova, avec son régiment, il résiste pendant quinze heures aux forces de Napoléon. Remarqué encore pour son courage à la bataille de Pułtusk et à la bataille d'Eylau, il reçoit une épée d'or avec l'inscription Pour le Courage. En 1807, il reçoit la croix de l'ordre de Saint-Georges. Le 5 juin 1807, au combat de Guttstadt, il est si sérieusement blessé, qu'on craint pour sa vie.
Il hérite en 1811 du titre de comte, de son oncle Ivan Andreïevitch Osterman, dernier de la lignée Osterman.
Il participe aux campagnes de 1812 comme commandant du 4e corps de la 1re armée de l'ouest commandée par Barclay de Tolly et est battu par Joachim Murat à la bataille d'Ostrovno, les 25 et 26 juillet. Il prend part le 7 septembre à la bataille de la Moskova.
Blessé à la bataille de Bautzen, les 20 et 21 mai 1813, il continue néanmoins à commander ses troupes. Il perd son bras gauche à la bataille de Kulm, les 29 et 30 août en résistant vaillamment contre un ennemi bien supérieur en nombre, commandé par le général Vandamme. Le peintre Vassili Sazonov le représente pendant l'amputation et il reçoit la croix de fer du roi de Prusse, ce qui ne fut fait que sept fois.
Le 11 novembre 1813, avec Johann von Klenau, il obtient la capitulation de Dresde. Il est ensuite brièvement affecté à une mission diplomatique à Paris. De 1815 à 1825, il commande le corps du régiment de la Garde Pavlovski. Il est nommé général d'infanterie, en 1817 mais il est dispensé de commandement tout en restant dans le rôle, les blessures l'ont affecté.

## Nouvelle disgrâce
Au cours de la répression des Décembristes, des officiers trouvent refuge en sa maison (Irinarkh Zavalichine, Alexandre Bestoujev et Wilhelm Küchelbecker) il plaidera, sans succès, leur grâce.
Avec l'accession au trône de Nicolas Ier, une querelle lui fait quitter la Russie pour l'Italie.
Il demande au tsar à partir pour la guerre russo-turque de 1828-1829, demande refusée, il est démis de toutes ses fonctions et part pour une tournée à l'étranger. La disgrâce atteint aussi sa famille, Valerian Golitsyne se voit, lui et ses enfants, interdit de porter le titre de comte d'Ostermann.

## Retraite
Il prend sa retraite en 1825, pour raison de santé. Après quelques années passées en France et en Italie, il accompagne Jakob Philipp Fallmerayer dans un voyage en Orient, en 1831.
Ostermann-Tolstoï s'installe finalement au Petit-Saconnex sur le lac de Genève en 1837, où il meurt sans descendance vingt ans plus tard.

## Vie privée
Il se marie en octobre 1799 avec la princesse Elizaveta Alexeïevna Galitzine, union qui restera sans descendance. En 1822, il s'installe chez un sien parent Fiodor Tiouttchev qui est poète. Il meurt le 30 janvier 1857, âgé de 86 ans, au Petit-Saconnex, près de Genève, où il est enseveli, ensuite les cendres seront envoyées dans la province de Riazan au village ancestral de Krasnoïe (raïon Sapojkovski).
Franc-maçon, il a été membre de la loge de rite français « Les Amis réunis », avec le grade de Rose-Croix.

## Décorations
- 1835 Ordre de Saint-André,
- 19 août 1813 : ordre de Saint-Georges (2e classe), no 52 pour la défaite française de Kulm du 17 et 18 août 1813 ;
- 1er août 1807 : ordre de Saint-Georges (3e classe), no 137 Récompense la bravoure et le courage lors de la bataille de Pulstuk du 14 décembre contre les troupes françaises, qui sur le flanc gauche, malgré les ordres de prudence, renforce le général Baggotuva lors d'une forte attaque de l'ennemi.
- 25 mars 1791 : ordre de Saint-Georges (4e classe), no 827 Pour un grand courage, lors de l'extermination de l'ancienne armée dans l'assaut de la forteresse d'Izmaïl.
- 3 juillet 1807 : ordre de Saint-Vladimir (1re et 2e classe);
- 1812 : ordre de Saint-Alexandre Nevski La moscova, (1813 avec diamants) ;
- 1807 : ordre de Sainte-Anne (1re classe) ;
- 1807 : épée d'or avec diamants ayant l'inscription « Pour bravoure » ;
- Ordre de l'Aigle rouge (Prusse 1re classe) ;
- 1807 : ordre de l'Aigle noir (Prusse) ;
- 1813 : grand croix de fer (Prusse) ;
- 1813 : ordre militaire de Marie-Thérèse (2e classe, Kulm, Autriche) ;
- 1799 : ordre des Saints-Maurice-et-Lazare (Sardaigne - Italie).

## Sources
- Notices d'autorité :   - VIAF
  - ISNI
  - LCCN
  - GND
  - Pologne
  - WorldCat
- Notice dans un dictionnaire ou une encyclopédie généraliste :   - Deutsche Biographie

- (en) Cet article est partiellement ou en totalité issu de l’article de Wikipédia en anglais intitulé « Alexander Ivanovich Ostermann-Tolstoy » (voir la liste des auteurs) dans sa version du 25 juin 2007.

- (ru) Cet article est partiellement ou en totalité issu de l’article de Wikipédia en russe intitulé « Остерман-Толстой, Александр Иванович » (voir la liste des auteurs) dans sa version du 28 avril 2010.